# Дринић (Петровац)
Дринић је насељено мјесто у општини Петровац, Република Српска, БиХ. Према прелиминарним подацима пописа становништва 2013. године, у насељеном мјесту Дринић укупно је пописано 338 лица.

## Историја
Од 1. октобра 1942. до 27. фебруара 1943. године у Дринићу се штампао лист Борба.
Општина Петровац је основана одлуком Владе Републике Српске по потписивању Дејтонског споразума, а пре распада Југославије Дринић је припадао тадашњој општини Босански Петровац.

## Становништво
| Националност       | 2013. | 1991. | 1981. | 1971. | 1961. |
| Срби               | 338   | 362   | 329   | 512   | 605   |
| Југословени        |       |       | 68    |       | 1     |
| Хрвати             |       |       | 1     | 3     |       |
| остали и непознато | 1     |       | 2     | 2     | 1     |
| Укупно             | 339   | 362   | 400   | 517   | 607   |

| Демографија | Демографија | Демографија |
| Година      | Становника  | Становника  |
| ----------- | ----------- | ----------- |
| 1948.       | 686         |             |
| 1953.       | 723         |             |
| 1961.       | 607         |             |
| 1971.       | 517         |             |
| 1981.       | 400         |             |
| 1991.       | 362         |             |
| 2013.       | 338         |             |

## Познате личности
- Светко Качар Качо, народни херој Југославије, рођен у Бари, а одрастао у Дринићу (мајка из Дринића).
- Душан Бањац, генерал-потпуковник Војске Југославије.
- Душан Кецман, српски кошаркаш, отац из Дринића.
- Татјана Кецман, српска глумица, одрасла у Петровцу, отац из Дринића.
- Ксениа Милићевић, академски сликар, рођена у Дринићу, родитељи Црногорци.
- Братислава Буба Морина (рођена Бањац), српска политичарка, отац из Дринића.